# Пригодівський заказник
Приго́дівський — один з об'єктів природно-заповідного фонду Луганської області, лісовий заказник місцевого значення.

## Розташування
Заказник розташований у Старобільському районі Луганської області, на території кварталу 39 Старобільського лісництва Державного підприємства «Старобільське лісомисливське господарство».

## Історія
Лісовий заказник місцевого значення «Пригодівський» оголошений рішенням Луганської обласної ради п'ятого скликання № 15/15 від 30 серпня 2007 р.

## Загальна характеристика
Лісовий заказник «Пригодівський» має площу 69,8 га. Рельєф території заказника являє собою південно-східні круті схили, на яких галявини чергуються із лісовими насадженнями на різного ступеня солонцюватості суглинистих та легкосуглинистих і змитих ґрунтах.
До складу заказника входить байрачний ліс з 50—60-річною дібровою порослевого походження, в якій переважають чисті дубові насадження, що мають високі таксаційні характеристики: висота — 14—16 м, діаметр стовбурів — 18—20 см, повнота — 0,6, бонітет — 4.

## Рослинний світ
В заказнику домінують дубові насадження з домішками лісових культур, представлених кленом, акацією білою, липою.
Заказник був створений з метою охорони та збереження унікальних для південно-східної частини України формацій та асоціацій лісової та лучної рослинності з елментами лісових сполучень байрачних лісів та відкритих ландшафтів. В заказнику створені сприятливі умови для збереження у природному стані та відтворення рідкісних видів рослин, у тому числі занесених до Червоної книги України: тюльпан дібровний, тюльпан Шренка, рябчик малий та інші.